# Pseudomegachasma
Genre
Espèces de rang inférieur
- † Pseudomegachasma casei
- † Pseudomegachasma comanchensis

Synonymes
- † Eorhincodon casei
- † Megachasma comanchensis

Pseudomegachasma est un genre fossile de requins de la famille des Odontaspididae ayant vécu au début du Crétacé supérieur, au Cénomanien, soit il y a environ entre 100,5 et 93,9 millions d'années.

## Étymologie
Le nom de genre Pseudomegachasma (« faux Megachasma »), indique l'erreur initiale de son attribution. Megachasma vient du grec ancien et signifie « grande gueule ».

## Historique
Deux espèces décrites initialement comme de possibles requins élasmobranches planctivores, Eorhincodon casei et Megachasma comanchensis provenant tous les deux du début du Crétacé supérieur, la première découverte en Russie et la seconde aux États-Unis, ont été réinterprétées en 2015 par une équipe de paléontologues conduite par Kenshu Shimada. Leurs dents ont été alors considérées comme des dents usées d'odontaspidés. Ces deux espèces ont été placées dans un nouveau genre, Pseudomegachasma.

## Description
Pseudomegachasma est supposé être planctivore, ce qui démontrerait que l'évolution de ces requins vers ce type de régime alimentaire s'est produite indépendamment des quatre autres familles de requins élasmobranches planctivores, les Rhincodontidae, les Megachasmidae, les Cetorhinidae et les Mobulidae.
Pseudomegachasma serait le plus ancien élasmobranche planctivore connu du registre fossile. Les datations de ces deux espèces pourraient indiquer que le genre vivait dans un environnement marin relativement peu profond au cours du Cénomanien inférieur ou plus tôt en Russie,  avant de migrer ensuite vers la voie maritime intérieure de l'Ouest en Amérique du Nord au cours du Cénomanien moyen.

## Classification
Au sein de la famille des Odontaspididae, Pseudomegachasma est placé en groupe frère du genre Johnlongia, un requin probablement piscivore à partir duquel il pourrait avoir évolué. Ils forment tous les deux un petit clade, la sous-famille des Johnlonginae.